# Ulice i place osiedla Kościuszki w Olsztynie
Ulice i place na osiedlu Kościuszki w Olsztynie.
Dawne nazwy ulic do roku 1945 są w języku niemieckim.

## 5. Brygady Wileńskiej AK
Ulica łączy aleję Niepodległości z granicą administracyjną miasta Olsztyna. Ulica jest główną wylotówką w kierunku Szczytna i Ostrołęki. Przy ulicy 5. Brygady Wileńskiej AK znajduje się Jezioro Skanda.

## 22 Stycznia
Do roku 1945 nazwa ulicy brzmiała Post-Straße (ulica Pocztowa), a druga część wybudowana w latach 1914-24 brzmiała Treudank-Straße (ulica Wdzięczności). Ulica znajduje się na północy osiedla Kościuszki. Ulica biegnie pomiędzy Pocztą Główną (przy ulicy Pieniężnego) i dawnym Telegrafem, na zapleczu Centrum Handlowego Alfa Centrum i za pomnikiem Wyzwolenia Ziemi Warmińskiej i Mazurskiej (zwany potocznie Szubienicami) do ulicy Emilii Plater i Reja przy gmachu dawnej Rejencji olsztyńskiej, dzisiejszego Wojewódzkiego Sądu Administracyjnego i Urzędu Marszałkowskiego. Dawniej od ulicy odchodziła ulica Fabryczna (Fabrik-Straße), która nie istnieje od wybudowania C.H. Alfa Centrum.
Nazwa ulicy upamiętnia dzień 22 stycznia, dzień wybuchu powstania styczniowego.

## Daszyńskiego Ignacego plac
Do roku 1945 plac nosił nazwę Meisen-Platz (Plac Sikorska – od ptaków sikorek). Plac znajduje się na wschodzie osiedla Kościuszki. Plac znajdujący się przy ulicy Grotha i nieopodal alei Piłsudskiego.
Nazwę placu zawdzięcza Ignacemu Daszyńskiemu, polskiemu politykowi okresu międzywojennego.

## Dywizjonu 303
Ulica łączy aleję Sikorskiego z ulicą boczną dochodzącą do głównej części ul. 5. Wileńskiej Brygady AK. Ulica znajduje się na południu osiedla Kościuszki. Przy ulicy znajdują się bloki wybudowane w latach 80. XX wieku.
Nazwę ulicy zawdzięcza Dywizjonowi 303, biorącemu udział w bitwie o Anglię.

## Głowackiego Bartosza

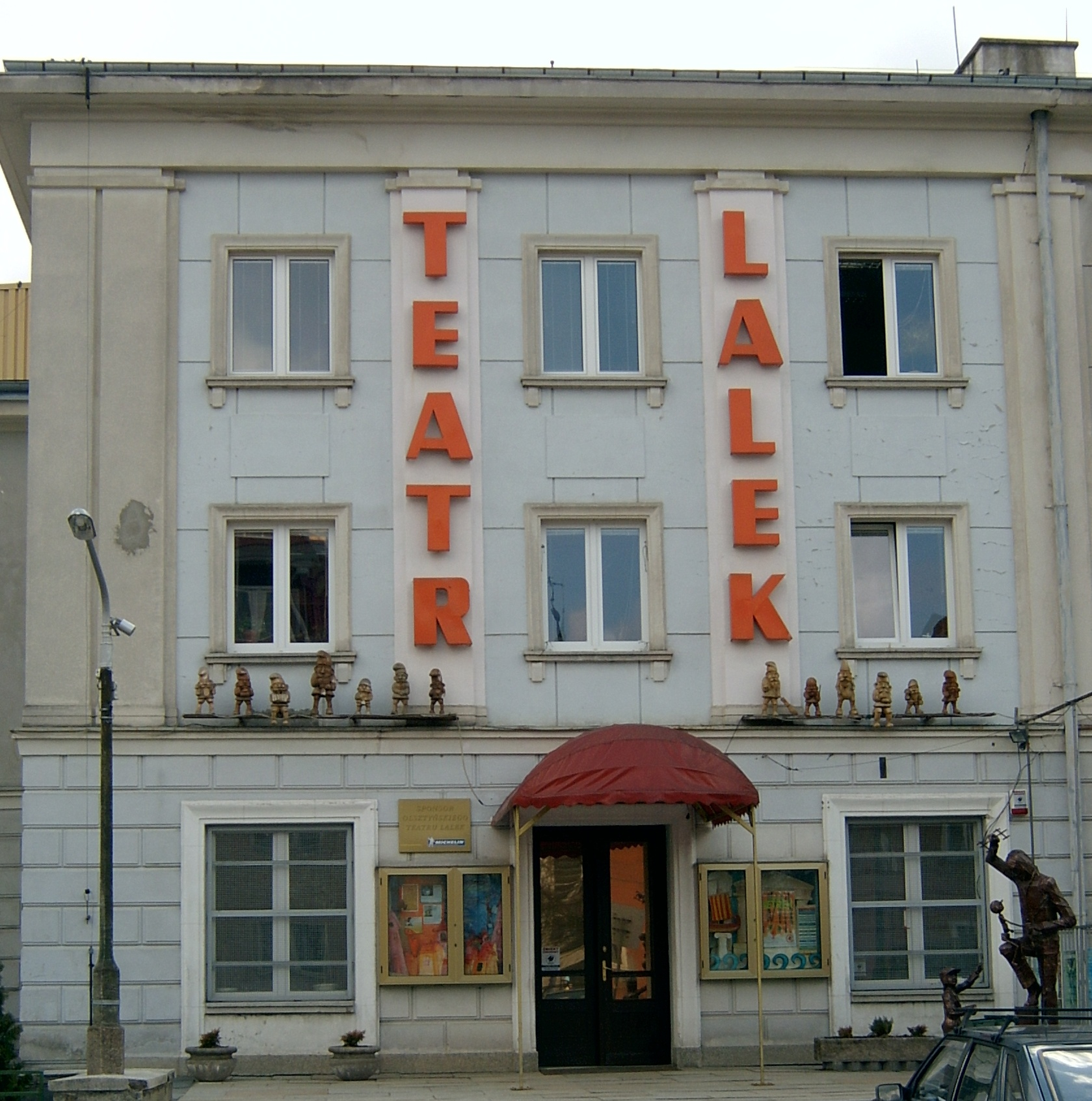
Teatr Lalek przy ul. Głowackiego

Do roku 1945 nazwa ulicy brzmiała Albrecht-Straße (ulica Albrechta – Albrecht Hohenzollern, wielki mistrz zakonu krzyżackiego, a po roku 1933 nastąpiła zmiana nazwy ulicy na Elsa-Brändström-Straße (Elsa Braendstroem – Szwedka pomagająca niemieckim żołnierzom w więzieniach na Syberii podczas pierwszej wojny światowej). Ulica znajduje się na północy osiedla Kościuszki. Ulica łączy ulicę Kołobrzeską z ulicą Żołnierską. Przy ulicy znajduje się m.in. Teatr Lalek oraz kryta pływalnia.

## Grabowskiego Stefana
Do roku 1945 nazwa ulicy brzmiała Germanen-Ring (Germański Pierścień). Ulica znajduje się na południu osiedla Kościuszki. Ulica jest w kształcie koła i odnoga koła łączy się z ulicą Kasprzaka. Zabudowanie ulicy pochodzi z lat 30. XX wieku, w większości są to domu wolnostojące.
Nazwę ulicy zawdzięcza Stefanowi Grabowskiemu, pomocnikowi Ministra Sekretarza Stanu za czasów Królestwa Polskiego.

## Grotha Józefa
Do roku 1945 nazwa ulicy brzmiała Nachtingallen-Steig (ścieżka Słowików). Ulica w kształcie półksiężyca jest ulicą jednokierunkową i wjazd do ulicy znajduje się naprzeciwko Planetarium, a wyjazd znajduje się naprzeciwko wjeździe do sklepów usługowych na górce przy alei Piłsudskiego. Ulica znajduje się na wschodzie osiedla Kościuszki. Przy ulicy znajduje się również plac Daszyńskiego.
Nazwę ulicy zawdzięcza Józefowi Grothowi, nauczycielowi uczącemu w polskiej szkole w Podmoklach koło Babimostu, który wraz z Franciszkiem Sarnowskim i Edmundem Styp Reykowskim, został zamordowany w obozach koncentracyjnych.

## Grzegorzewskiej Marii
Ulica do lat 70. XX wieku łączyła aleję Niepodległości z ulicą Kasprzaka, ale z powodu podwyższenia nasypu alei Niepodległości, ulica nie ma dziś dostępu do alei. Ulica znajduje się na południu osiedla Kościuszki. Ulica biegnie w części wokół rzeki Łyny, i dochodzi do ulicy Kasprzaka nieopodal alei Obrońców Tobruku. Ulica jest w większości nie asfaltowana. Przy ulicy nie ma dużego zabudowania, ale przy ulicy znajduje się Specjalny Ośrodek Szkolno-Wychowawczy dla Dzieci Niesłyszących oraz X Liceum Profilowane w Olsztynie.
Nazwa ulicy zawdzięcza Marii Grzegorzewskiej, polskiej pedagog i twórczyni pedagogiki specjalnej w Polsce.

## Kasprzaka Marcina
Do roku 1945 nazwa ulicy brzmiała Preußen-Weg (Droga Pruska). Ulica jest ulicą ślepą i łączy skrzyżowanie alei Niepodległości i ulicy 5. Wileńskiej Brygady AK ze ślepym końcem ulicy z Obrońców Tobruku – tuż przy ulicy Grzegorzewskiej. Ulica znajduje się na południu osiedla Kościuszki. Ulica została wybudowana w latach 30. XX wieku, wraz z niektórymi domami przy ulicy. Bloki przy ulicy wybudowano w latach 70. i 80. XX wieku.
Nazwę ulicy zawdzięcza Marcinowi Kasprzakowi, działaczowi ruchu robotniczego.

## Kopernika Mikołaja
Do roku 1945 nazwa ulicy brzmiała podobnie jak przed drugą wojną światową, czyli Coppernicus-Straße (ulica Kopernika). Ulica znajduje się na północy osiedla Kościuszki. Ulica łączy aleję Piłsudskiego, nieopodal Urzędu Województwa Warmińsko-Mazurskiego z placem Pułaskiego i kończy jako ulica ślepa nieopodal placu Bema. Przy ulicy znajduje się m.in.  Kościół Najświętszego Serca Pana Jezusa.
Nazwę ulicy zawdzięcza Mikołajowi Kopernikowi, astronomowi polskiemu.

## Kościuszki Tadeusza
Do roku 1945 nazwa ulicy brzmiała Roon-Straße (ulica Roona – hrabia Albrecht von Roon, dawny premier Prus). Ulica ciągnie się z południa po północ osiedla Kościuszki. Ulica łączy plac Konstytucji 3 Maja, nieopodal Dworca Głównego PKP z aleją Niepodległości na osiedlu Podgrodziu.

## Kościńskiego Ernesta
Do roku 1945 nazwa ulicy brzmiała Morgen-Straße (ulica Poranna). Ulica znajduje się na wschodzie osiedla Kościuszki. Ulica krótka prowadząca od alei Piłsudskiego i narożnika placu „Solidarności” do dawnego Komitetu Wojewódzkiego PZPR, gdzie kończy jako ulica ślepa. Ulicę wybudowano w latach 30. XX wieku, wraz z budynkami na ulicy i sąsiednimi ulicami Narutowicza, Grotha i placu Daszyńskiego.
Nazwę ulicy zawdzięcza Ernestowi Kościńskiemu.

## Lotników plac
Plac wybudowano w latach 30. XX wieku, jednakże wtedy nie nosił nazwy. Plac znajduje się na południu osiedla Kościuszki. Plac łączący ulicę Mielczarskiego na północ. Przy ulicy znajdują się domy mieszkalne.
Nazwę ulicy odnosi się do lotników, którzy zginęli podczas drugiej wojny światowej, m.in. z Dywizjonu 303.

## Mickiewicza Adama
Do roku 1905 nazwa ulicy brzmiała Fittigsdorfer-Straße (ulica Wójtowska), po czym nastąpiła zmiana nazwy na Schiller-Straße (ulica Schillera – Friedrich Schiller, pisarz niemiecki), która obowiązywała do roku 1945. Ulica znajduje się na północy osiedla Kościuszki. Ulica łączy wschodnią część placu Konsulatu Polskiego z ulicą Głowackiego. Przy skrzyżowaniu ulicy z ulicą Kruka, na skwerze znajduje się pomnik Adama Mickiewicza.
Nazwę ulicy zawdzięcza Adamowi Mickiewiczowi, polskiemu poecie.

## Mielczarskiego Romualda
Do roku 1945 nazwa ulicy brzmiała Bruno-Schaffrinski-Straße (ulica Schaffrinskiego). Ulica łączy ulicę. 5. Wileńskiej Brygady AK (nieopodal skrzyżowania ulicy 5. Wileńskiej Brygady AK z aleją Sikorskiego) z placem Lotników. Ulica znajduje się na południu osiedla Kościuszki. Wybudowano ulicę w latach 30. XX wieku, a przy ulicy znajdują się domy wolnostojące.
Nazwę ulicy zawdzięcza Romualdowi Mielczarskiemu, działaczowi spółdzielczemu, prezesowi Związku Spółdzielni Spożywców RP, który był związany z ruchem socjalistycznym.

## Narutowicza Gabriela
Do roku 1945 nazwa ulicy brzmiała Finken-Straße (ulica Łuszczakowa). Ulica ślepa prowadzi od alei Piłsudskiego, na wysokości Planetarium w kierunek osiedla domków. Ulica znajduje się na wschodzie osiedla Kościuszki. Ulica zaokrągla jak ulica Grotha.
Nazwę ulicy zawdzięcza Gabrielowi Narutowiczowi, pierwszemu prezydentowi II Rzeczypospolitej Polskiej.

## Nowa Niepodległości
Krótka ulica odchodzi na wschód od ulicy Kościuszki, na wysokości przystanku autobusowego. Ulica znajduje się na zachodzie osiedla Kościuszki. Ulica równoległa jest od alei Niepodległości. Przy ulicy znajdują się w większości bloki mieszkalne.

## Niepodległości aleja

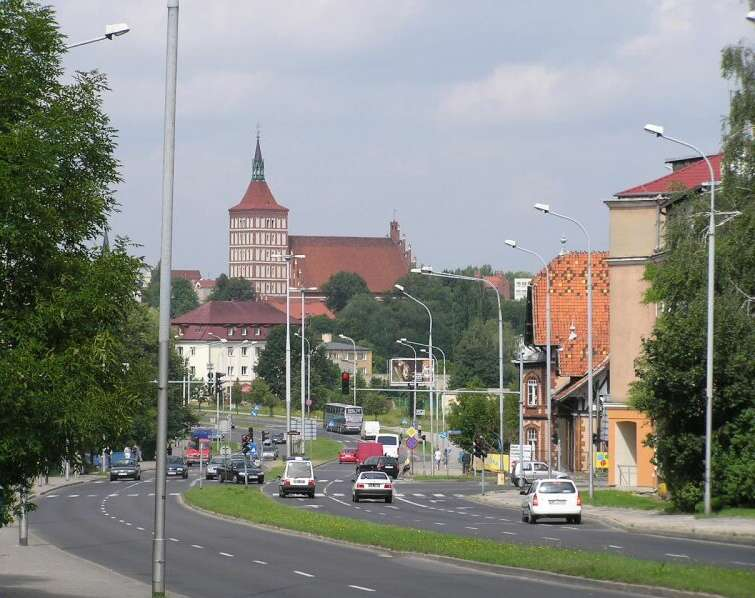
Aleja Niepodległości

Jedna z głównych alei Olsztyna, prowadzi od placu Roosevelta (czyli skrzyżowanie ul. Szrajbera, ul. Śliwy i ul. Mochnackiego) do ul. 5. Wileńskiej Brygady AK. Przy alei Niepodlgłości znajduje się Szpital Miejski Zespolony oraz Wojewódzka Jednostka Ratowniczo-Gaśnicza nr 1 Państwowej Straży Pożarnej.

## Obrońców Tobruku aleja
Aleję wybudowano jako część trasy ruchu tranzytowego przez Olsztyn do Augustowa i Ogrodnik z Warszawy i Grudziądza. Aleja łączy aleję Warszawską i ulicę Armii Krajowej z aleją Sikorskiego. W ciągu alei znajduje się most nad rzeką Łyną.

## Piłsudskiego Marszałka Józefa aleja

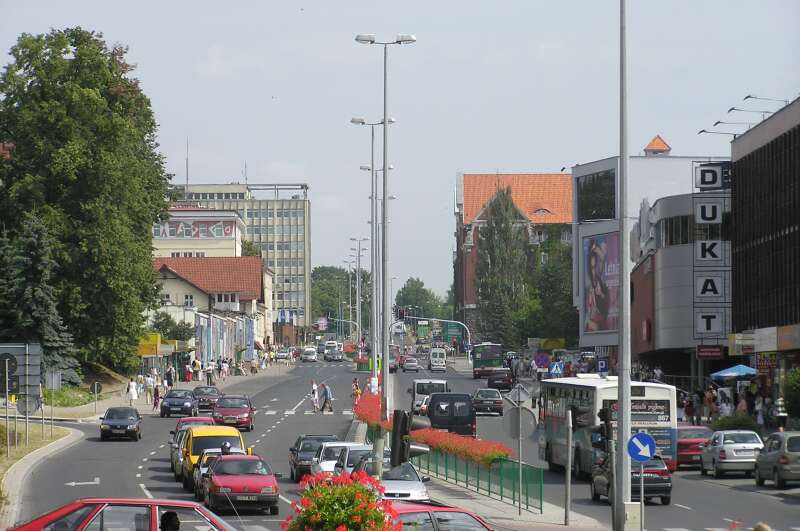
Aleja Marszałka Piłsudskiego
przy C.H. „Dukat”

Główna aleja Śródmieścia na osi wschód-zachód. Aleja łączy plac Jana Pawła II (czyli skrzyżowanie ulicy 1 Maja, ulicy Pieniężnego i ulicy 11 Listopada), z granicą administracyjną miasta Olsztyna. Przy alei znajduje się Planetarium, Hala widowiskowo-sportowa Urania i Centrum Handlowo-Usługowe „Urania” oraz C.H. Alfa-Centrum, D.H. Dukat i Areszt Śledczy oraz północna część placu na którym znajduje się Pomnik Wyzwolenia Ziemi Warmińsko-Mazurskiej.

## Plater Emilii

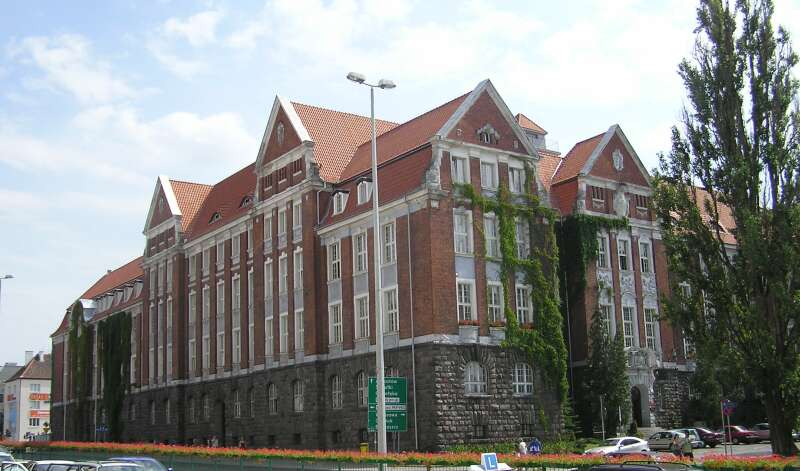
Budynek Rejencji, dzisiejszy Urząd Marszałkowski oraz Wojewódzki Sąd Administracyjny

Do roku 1945, nazwa ulicy brzmiała Freiherr-vom-Stein-Straße (ulica Heinricha vom Stein – Heinrich Friedrich Karl vom Stein pruski polityk). Ulica znajduje się na północny osiedla Kościuszki. Ulica łączy ulicę Kościuszki z aleją Piłsudskiego nieopodal pomnika Wyzwolenia Ziemi Warmińskiej i Mazurskiej (zwanego potocznie Szubienicami). Przy ulicy znajdują się przedwojenne wille, oraz Pałac Młodzieży i dawny Budynek Rejencji, dzisiejszy Wojewódzki Sąd Administracyjny i Urząd Marszałkowski i zachodnia pierzeja pomnika Wyzwolenia Ziemi Warmińskiej i Mazurskiej (zwany potocznie Szubienicami).
Nazwę ulicy zawdzięcza Emilii Plater, bohaterce narodowej Polski, żołnierzowi powstania listopadowego.

## Reja Mikołaja
Do roku 1945 nazwa ulicy brzmiała Hardenberg-Straße (ulica Hardenberga). Ulica prowadzi od skrzyżowania z ulicą Głowackiego nieopodal pływalni krytej do ulicy Kościuszki, gdzie dalej prowadzi do okolic placu Wakara, czyli skrzyżowania z ulicami Plater i 22 Stycznia. Ulica znajduje się na zachodzie osiedla Kościuszki. Prowadzi na tle dawnej Rejencji, dzisiejszego Wojewódzkiego Sądu Administracyjnego i Urzędu Marszałkowskiego.
Nazwę ulicy zawdzięcza Mikołajowi Rejowi, poecie polskiemu.

## „Solidarności” plac
Nadano nazwę placu w 2000 roku. Plac znajdujący się u zbiegu alei Piłsudskiego, ulicy Głowackiego i ulicy Kościńskiego. Przy placu (na rogu alei Piłsudskiego i ulicy Głowackiego) znajduje się pomnik ku czci „Solidarności”, ruchu oporu z władzą komunistyczną, oraz pomnik „Wolności Ojczyzny”. Plac znajduje się przed dawnym gmachem Komitetu Wojewódzkiego PZPR na wschodzie osiedla Kościuszki.
Nazwę placu zawdzięcza „Solidarności”, związkowi niezależnemu walczącego przeciwko władzy komunistycznej.

## Traugutta Romualda
Ulica łączy ulicę Mielczarskiego nieopodal placu Lotników z ulicą Dywizjonu 303. Ulica znajduje się na południu osiedla Kościuszki. Przy ulicy znajdują się domy mieszkalne oraz Sala Królestwa zboru Świadków Jehowy.
Nazwę ulicy zawdzięcza Romualdowi Trauguttowi, generałowi polskiemu, dyktatorowi powstania styczniowego.

## Wakara Andrzeja plac
Nadano nazwę placu w roku 2003. Plac znajduje się pomiędzy gmachem Rejencji, dawnej Dyrekcji Okręgowej PKP (na północ), ulicą Kościuszki (na zachód), ulicą Reja (na południe) i ulicą Emilii Plater (na zachód).
Na placu stanie pomnik (popiersie) Andrzeja Wakara wykonany przez olsztyńskiego rzeźbiarza Tomasza Witkowskiego. Planowana data odsłonięcia nie ustalona. W listopadzie 2007 r. radni miasta Olsztyn postanowili zapoznać się z materiałami IPN, dotyczącymi Wakara, przed ustawieniem popiersia.
Nazwę placu zawdzięcza Andrzejowi Wakarowi, (1920–1995), historykowi olsztyńskiemu i współzałożycielowi Stowarzyszenia Społeczno–Kulturalnego „Pojezierze”.

## Żołnierska

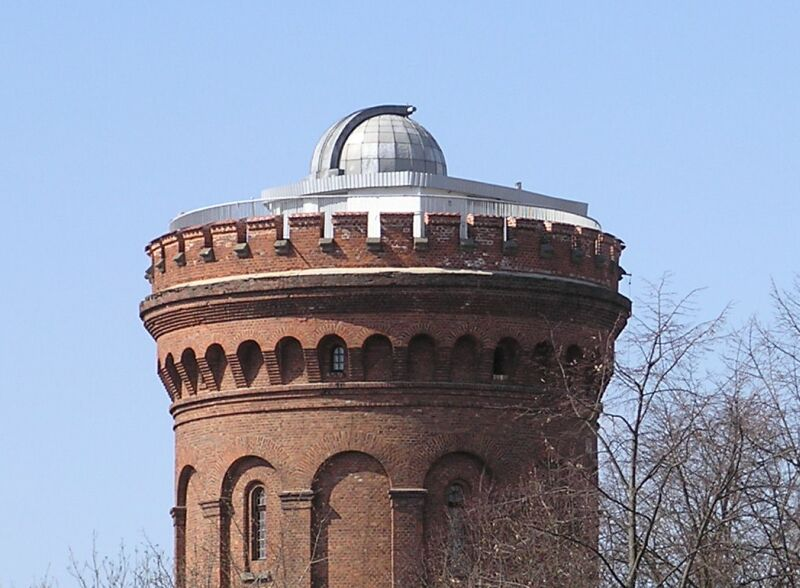
Obserwatorium Astronomiczne przy ul. Żołnierskiej

Do roku 1945 nazwa ulicy brzmiała Röhrenteich-Straße (ulica Trzcinowego Stawu). Ulica na osi zachód-wschód łączy ulicę Kościuszki z ulicą Kard. Wyszyńskiego. Ulica ma również swoją krótką odnogę przy skrzyżowaniu z ulicą Głowackiego. Ulica ciągnie się ze wschodu na zachód osiedla Kościuszki.
Przy ulicy znajduje się: Obserwatorium Astronomiczne, Szpital Wojewódzki oraz Wojewódzki Szpital Dziecięcy, Sanepid. Dawniej przy ul. Żołnierskiej mieściła się siedziba Wyższej Szkoły Pedagogicznej w Olsztynie, obecnie Wydział Matematyki i Informatyki UWM w Olsztynie oraz DS nr 11 (dawniej DS nr 1 WSP w Olsztynie).
Do stycznia 2016 przy ulicy stawały autobusy miejskie linii 5, 6, 11, 13, 17, 22, 31, 84 i 100.
Nazwa ulicy pochodzi od zawodu żołnierza.